# エリトリア関係記事の一覧
エリトリア関係記事の一覧（エリトリアかんけいきじのいちらん）は、エリトリア関連記事の一覧である。独立前の関係記事も取り扱う。

## エリトリア関係記事
50音順に配列されている。

### 記号
- .er(ccTLD)

### 英数字
- Eri-TV（放送局）
- ISO 3166-2:ER（行政区分コード）

### あ行
- アスマラ（首都）
- アスマラ国際空港（空港）
- アスマラ地震 (1913年)（地震）
- アスマラ地震 (1915年)（地震）
- アスマラ大学（大学）
- アスマラ・ブルワリー（醸造所）
- アッサブ（都市）
- アッサブ国際空港（空港）
- アディ・ケイ（町）
- アバチェリ（町）
- アファール盆地（地形）
- アファベト（町）
- アフリカの角（半島）
- アラビア語（言語）
- アリド山（火山）
- アリバラト（村）
- アンセバ地方 （地方名）
- アンタラ（村）
- アンラタ（村）
- イータロ・ガリボルディ（イタリアの将軍）
- イサイアス・アフェウェルキ（政治家）
- イタリア領東アフリカ（過去の支配国家）
- イディ（村）
- インゲル (エリトリア)（村）
- ウォリコ川（ワジ）
- エチオピア（過去の支配国家）
- エチオピア・エリトリア国境紛争（戦争）
- エチオピア戦争（当地で過去に起きた戦争）
- エミーリオ・デ・ボーノ（イタリアの将軍）
- エリトリア、エリトリア、エリトリア（国歌）
- エリトリア海軍艦艇一覧（海軍艦艇の一覧）
- エリトリア解放戦線（反政府組織）
- エリトリア解放戦線革命評議会（反政府組織）
- エリトリア解放戦線人民解放軍（反政府組織）
- エリトリア解放戦線中央司令部（反政府組織）
- エリトリア解放戦線統一組織（反政府組織）
- エリトリア人民解放戦線民主党（非合法政党）
- エリトリア州（エチオピアの過去の州）
- エリトリア統一国民評議会（反政府組織）
- エリトリア・タレーロ（過去の通貨）
- エリトリア独立戦争（戦争）
- エリトリアの行政機関（行政機関の一覧）
- エリトリアの行政区画（行政区画の一覧）
- エリトリアの銀行の一覧（銀行の一覧）
- エリトリアの空港の一覧（空港の一覧）
- エリトリア航空（航空会社）
- エリトリアの国章（国章）
- エリトリアの国道（国道の一覧）
- エリトリアの国旗（国旗）
- エリトリアの政党（政党の一覧）
- エリトリアの大学一覧（大学の一覧）
- エリトリアの大統領一覧（大統領の一覧）
- エリトリアの都市の一覧（都市の一覧）
- エリトリア郵政公社（郵便会社）
- オスマン帝国（過去の支配国家）
- オマーン（過去の支配国家）
- オリンピックのエリトリア選手団（オリンピック選手団）

### か行
- ガシュ・バルカ地方（地方名）
- ガンデリ（村）
- ギンダ（町）
- クロト (エリトリア)（村）
- ゲエズ語（言語）
- ゲレーロ (エリトリア)（町）
- ゲレーロ地区（地区）
- ゴーストリコン デザートシージ（エリトリアを舞台としたゲーム）
- 紅海（海洋）
- 国際連合エチオピア・エリトリア派遣団（国際連合平和維持活動）
- 国道P-1号線 (エリトリア)（道路）
- 国道P-2号線 (エリトリア)（道路）
- 国道P-3号線 (エリトリア)（道路）
- 国道P-4号線 (エリトリア)（道路）
- 国道P-5号線 (エリトリア)（道路）
- 国道P-6号線 (エリトリア)（道路）
- 国道P-7号線 (エリトリア)（道路）
- 国道P-8号線 (エリトリア)（道路）
- 国道P-9号線 (エリトリア)（道路）
- 国民議会 (エリトリア)（議会）

### さ行
- サッカーエリトリア代表（サッカー）
- サワ国防訓練センター（軍事教育機関）
- シェブルル（村）
- シャンブコ（町）
- ズラ (エリトリア)（町）
- セゲネイティ（町）
- セメナウィ・ケイバハリ地方（地方名）
- セメナウィ・バハリ国立公園（国立公園）
- ゼルセナイ・タデッセ（陸上選手）

### た行
- 第一次エチオピア戦争（当地で過去に起きた戦争）
- 第二次エチオピア戦争（当地で過去に起きた戦争）
- ダナキル砂漠（砂漠）
- ダフラク諸島（島）
- ダフラク海洋国立公園（国立公園）
- チバボ (エリトリア)（町）
- 中部デンカリア地区（地区）
- ティグリニャ語（言語）
- ティヨ（町）
- ディレンミ（村）
- デブバウィ・ケイバハリ地方（地方名）
- デブブ地方（地方名）
- テドラ・バイル（国家元首、行政長官）
- デンデン・スタジアム（運動場）

### な行
- ナクファ（通貨単位）
- ナクファ (都市)（町）
- ナラ人（民族）
- ネファジット（町）

### は行
- ハイコタ（町）
- ハニーシュ群島紛争（戦争）
- ハミド・イドリース・アワテ (エリトリア独立の父)
- ハーミル島（島）
- バレサ（町）
- バレンツ (エリトリア)（都市）
- バレンツ包囲（戦闘）
- ビーデ（村）
- 東アフリカ（地域名）
- フォロ（町）
- フォロクル（村）
- ブリ半島（半島）
- ブル (通貨)（過去の通貨）
- ベイルル（町）

### ま行
- マアカル地方（地方名）
- マイティ（村）
- マッサワ（都市）
- マッサワ国際空港（空港）
- マッサワの戦い (1990年)（戦闘）
- 南デンカリア地区（地区）
- 民主正義人民戦線（政党・PFDJ）
- ムハンマド・アリー朝（過去の支配国家）
- メカイカ（村）
- メケンニル（村）
- メブ・ケフレジギ（陸上選手）
- メルサ・グルブブ（村）
- メルサ・ファトゥマ（町）
- メンデフェラ（都市）
- モーゴロ (エリトリア)（町）

### や・ら・わ行
- ラシャイダ人（民族）
- ラヘイタ（村）
- ランマガディ（村）
- レンダコマ（村）
- ワジ・ラバ（ワジ）
- ワセナ（村）